# ليروي وستيتش
ليروي وستيتش (بالإنجليزية: Leroy & Stitch)‏ هو فيلم رسوم متحركة من إنتاج ديزني تيليفشن أنيمايشن.

## التمثيل الصوتي

### النسخة العربية الفصحى
- كارين عودة - ليلو
- شربل أيوب - ستيتش
- جورج طويل - ليروي
- عفيف شيا - جامبا
- حسن مهدي - بليكلي
- نداء زغيب - ناني
- فؤاد شمص - غانتو
- سعد حمدان - هامسترفيل
- فادي الرفاعي - ستة اثنان خمسة
- جمانة الزنجي - المستشارة الكبرى
- جيهان الملا
- إبراهيم ماضي - كوبرا بابلز
- رالين داغر - ميرتل إدمونز
- علاء البيطار

## الموسيقى التصويرية
| #   | عنوان                                 | تأليف                       | أداء                    | المدة |
| --- | ------------------------------------- | --------------------------- | ----------------------- | ----- |
| 1.  | "Aloha Oe"                            | Queen Liliuokalani          | إلفيس بريسلي            |       |
| 2.  | "I'm So Lonesome I Could Cry"         | هانك ويليامز                | إلفيس بريسلي            |       |
| 3.  | "Hawaii Five-O Theme ‏"                | مورتون ستيفنز               |                         |       |
| 4.  | "جيلهاوس روك"                         | جيري لايبر ومايك ستولر      | إلفيس بريسلي            |       |
| 5.  | "دونت بي كرول (نسخة ايفرلايف)"        | أوتيس بلاكويل، إلفيس بريسلي | ايفرلايف                |       |
| 6.  | "Aloha e, Komo Mai"                   | داني جاكوب and Ali Olmo     |                         |       |
| 7.  | "Aloha Oe"                            | Queen Liliuokalani          | Lilo، Stitch and Reuben |       |
| 8.  | "Shouldn't Have Yelled (ليلو وستيتش)" | آلان سيلفستري               |                         |       |
| 9.  | "واتس بيست فور ليلو (ليلو وستيتش)"    | آلان سيلفستري               |                         |       |
| 10. | "أغلي (ليلو وستيتش)"                  | آلان سيلفستري               |                         |       |
| 11. | "Rescue (ليلو وستيتش)"                | آلان سيلفستري               |                         |       |
| 12. | "ذا بيغ باتل (فيلم ستيتش)"            | Michael Tavera              |                         |       |

## وصلات خارجية
- الموقع الرسمي
- ليروي وستيتش على موقع IMDb (الإنجليزية)
- ليروي وستيتش على موقع روتن توميتوز (الإنجليزية)
- ليروي وستيتش على موقع نتفليكس (الإنجليزية)
- ليروي وستيتش على موقع ألو سيني (الفرنسية)
- ليروي وستيتش على موقع أول موفي (الإنجليزية)
- ليروي وستيتش على موقع فيلمافينيتي (الإسبانية)
- ليروي وستيتش على موقع قاعدة بيانات الأفلام السويدية (السويدية)
- ليروي وستيتش على موقع قاعدة بيانات الفيلم (الإنجليزية)
- ليروي وستيتش على موقع ليتربوكسد (الإنجليزية)
- ليروي وستيتش على موقع كينوبويسك (الروسية)